# Batalha do Ponche Verde
A Batalha do Ponche Verde ocorreu em 26 de maio de 1843 quando os generais Bento Gonçalves, Davi Canabarro e Neto, aproveitando a superioridade em cavalaria, atacaram as forças imperiais comandadas por Bento Manuel Ribeiro. O resultado foi indefinido, tendo ambos os lados proclamado vitória.